# Frango tikka
Frango tikka é um prato de frango originário da região do Panjabe, do subcontinente indiano; o prato é muito popular na Índia e Paquistão. Consiste tradicionalmente de pequenos pedaços de frango assados e desossados, usando espetos em um braseiro chamado angeethi e depois marinado em especiarias e iogurte, essencialmente uma versão desossada do  frango tandoori. A palavra tikka significa "pedaços" ou "cubos". A versão caxemira do prato é grelhada sobre brasas incandescentes e nem sempre contém pedaços de frango desossado. Os pedaços são pincelados com ghee (manteiga clarificada) de tempo em tempo para aumentar o sabor, enquanto são continuamente ventilados. É normalmente comido com coentro verde e chutney de tamarindo servido com anéis de cebola e limão ou usado na preparação de frango tikka masala.
Um frango tikka sizzler é um prato onde o frango tikka é servido sobre uma chapa aquecida com cebolas. O prato também é popular no Afeganistão, embora a variante afegã (como muitos outros pratos persas, turcos e árabes) seja menos picante se comparada com a do sul da Ásia e use carne bovina e de cordeiro além de frango.